# Mawson Peak

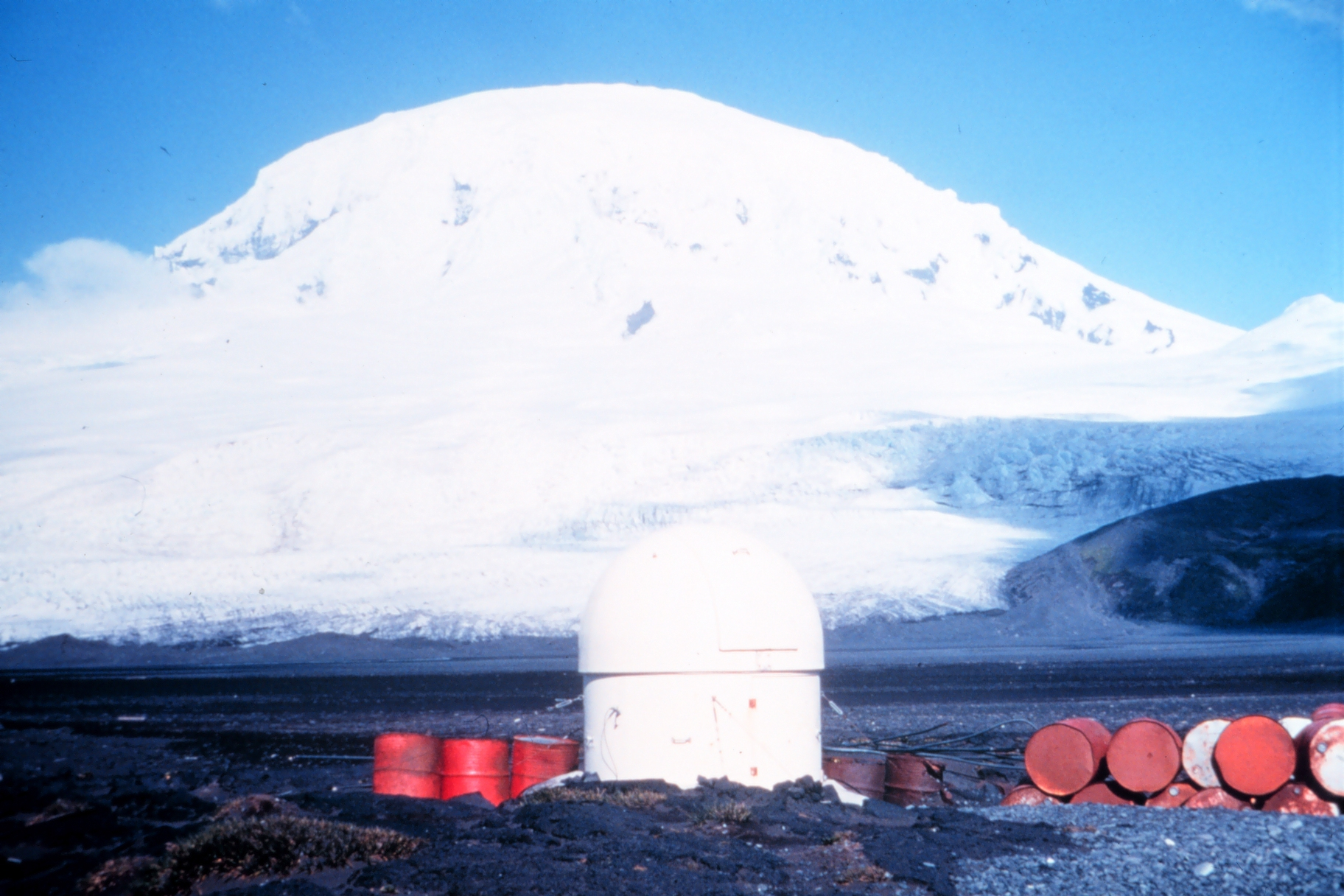
Das Big-Ben-Massiv

Mawson Peak ist der höchste Berg des komplexen Vulkanmassivs Big Ben auf der Insel Heard im australischen Außengebiet Heard und McDonaldinseln. Mit 2745 m Höhe ist er der höchste Gipfel auf australischem Staatsgebiet. Heard liegt nördlich von 60° Süd, aber innerhalb der antarktischen Konvergenz, sodass Mawson Peak je nach Definition im Indischen Ozean oder im Südpolarmeer liegt.

## Geografie
Neben der benachbarten McDonald-Insel ist der Big Ben der einzige aktive Vulkan Australiens, ein Stratovulkan. Seit 1910 gab es mindestens zehn Ausbrüche, der bisher letzte im Februar 2016. Das Massiv ist 43 km lang und 21 km breit und nimmt fast die gesamte Insel ein. Er besteht aus Trachybasalt. Mawson Peak liegt inmitten einer 2,3 km breiten und 3,5 km langen halbmondförmigen Caldera an der Südwestseite des Vulkanmassivs und ist ganzjährig vergletschert.
Ähnlich wie der Kibo der höchste Berg des Kilimandscharo-Massivs ist, bildet Mawson Peak nur einen von mehreren separaten Berggipfeln des Big-Ben-Massivs. Aufgrund der Abgelegenheit der Heard-Insel gehört der Mawson Peak zu den dominantesten Bergen der Erde, weltweit belegt er Platz 29. Unter anderem ist er der dominanteste Berg Australiens, der zweitdominanteste Berg ohne Kontinentalbezug und der dominanteste Berg im Südlichen Ozean bzw. der zweitdominanteste Berg im Indik, hinter dem Piton des Neiges auf La Réunion.

## Geschichte
Im November und Dezember 1929 besuchte die British Australian and New Zealand Antarctic Research Expedition unter der Führung des Polarforschers und Geologen Douglas Mawson die Insel. 1948 benannte die Heard-Expedition der Australian National Antarctic Research Expeditions den Berggipfel ihm zu Ehren. Thomas Gratton „Tim“ Young beobachtete am 20. Februar 1950 an Bord des Schiffes HMS Lebuan als Erster, dass Big Ben ein aktiver Vulkan ist, und hielt dies im Logbuch fest. Eine Expedition des Schoners Patanela unter der Leitung von Major Warwick Deacock mit Skipper Major Bill Tilman in den Jahren 1964 und 1965 schaffte die Erstbesteigung des Mawson Peak. Der Vulkanausbruch der Jahre 1985 bis 1987 formte den Krater des Mawson Peak, wie er heute besteht.